# 140 př. n. l.

## Narození
- ? – Tygranés Veliký, král starověké Arménie († 55 př. n. l.)

## Hlavy států
- Parthská říše – Mithradatés I. (171 – 139/138 př. n. l.)
- Egypt – Ptolemaios VIII. Euergetés II. (144 – 116 př. n. l.)
- Numidie – Micipsa
- Čína – Wu-ti (dynastie Západní Chan)